# South Kensington (stacja metra)
South Kensington – stacja metra londyńskiego na terenie Royal Borough of Kensington and Chelsea, leżąca na trasie trzech linii: District Line, Circle Line oraz Piccadilly line. Została oddana do użytku w 1868 roku. W roku 2009 skorzystało z niej ok. 28,243 mln pasażerów. Należy do pierwszej strefy biletowej.

## Galeria

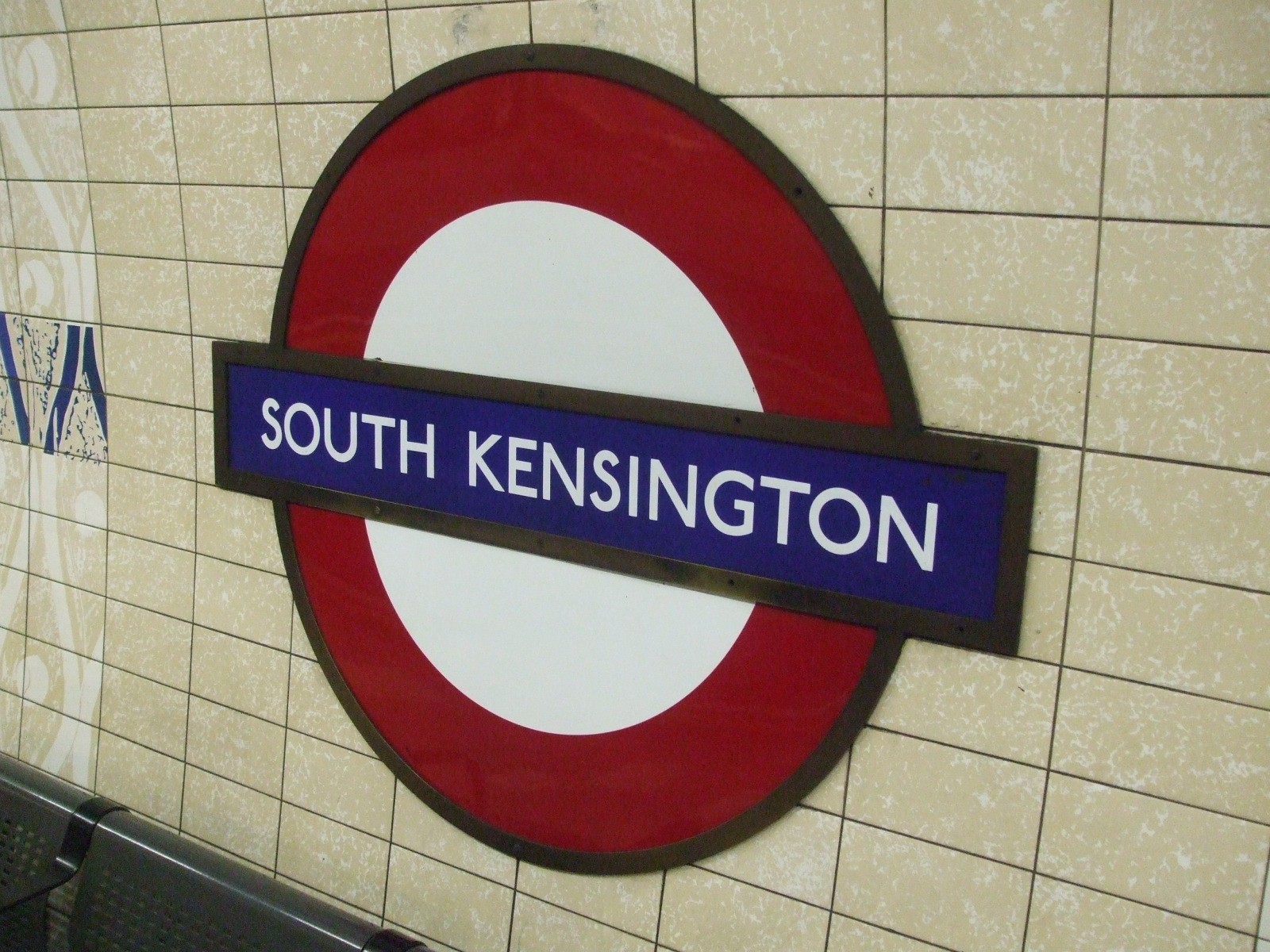
Logo stacji
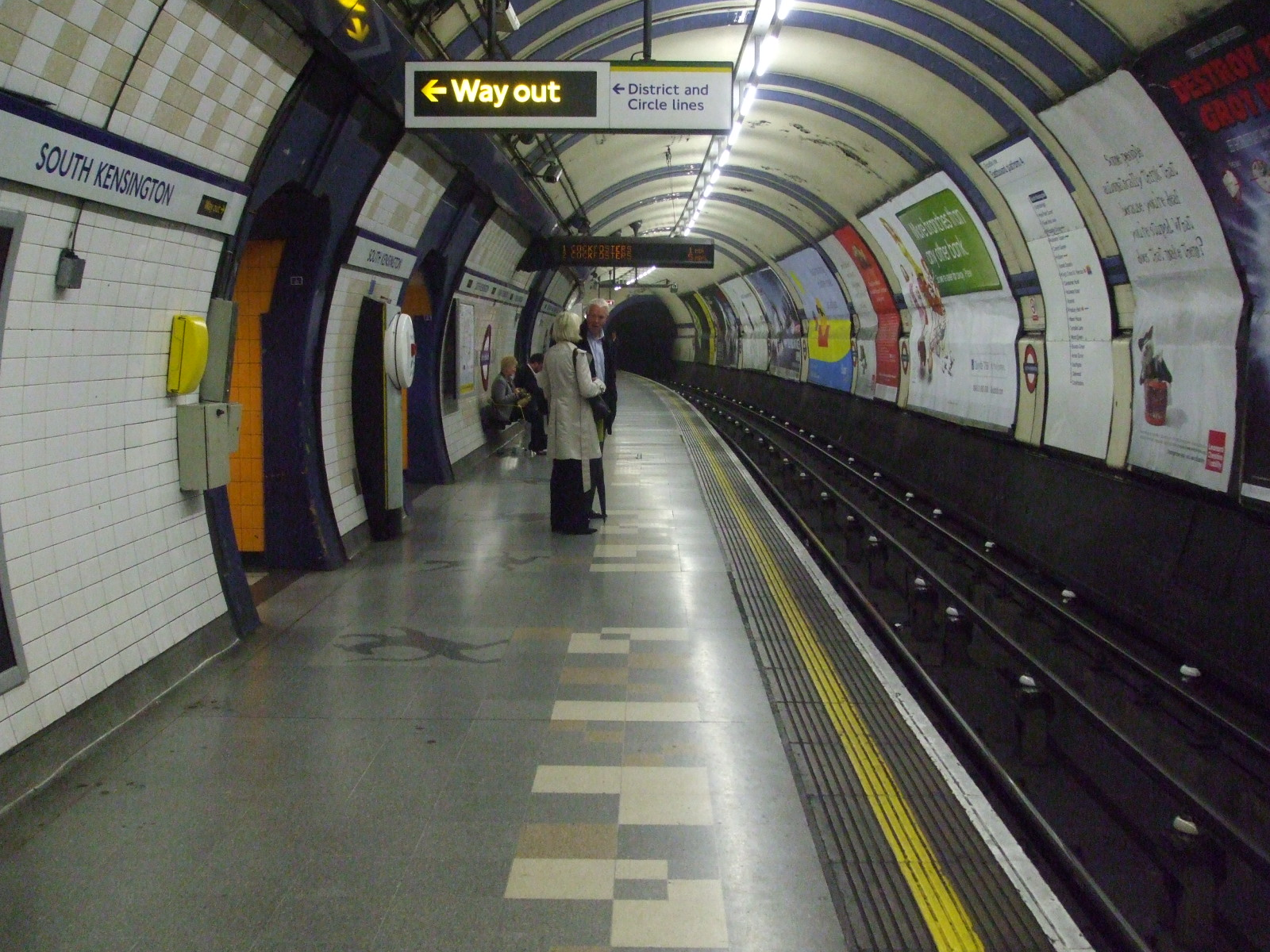
Jeden z peronów linii Piccadilly
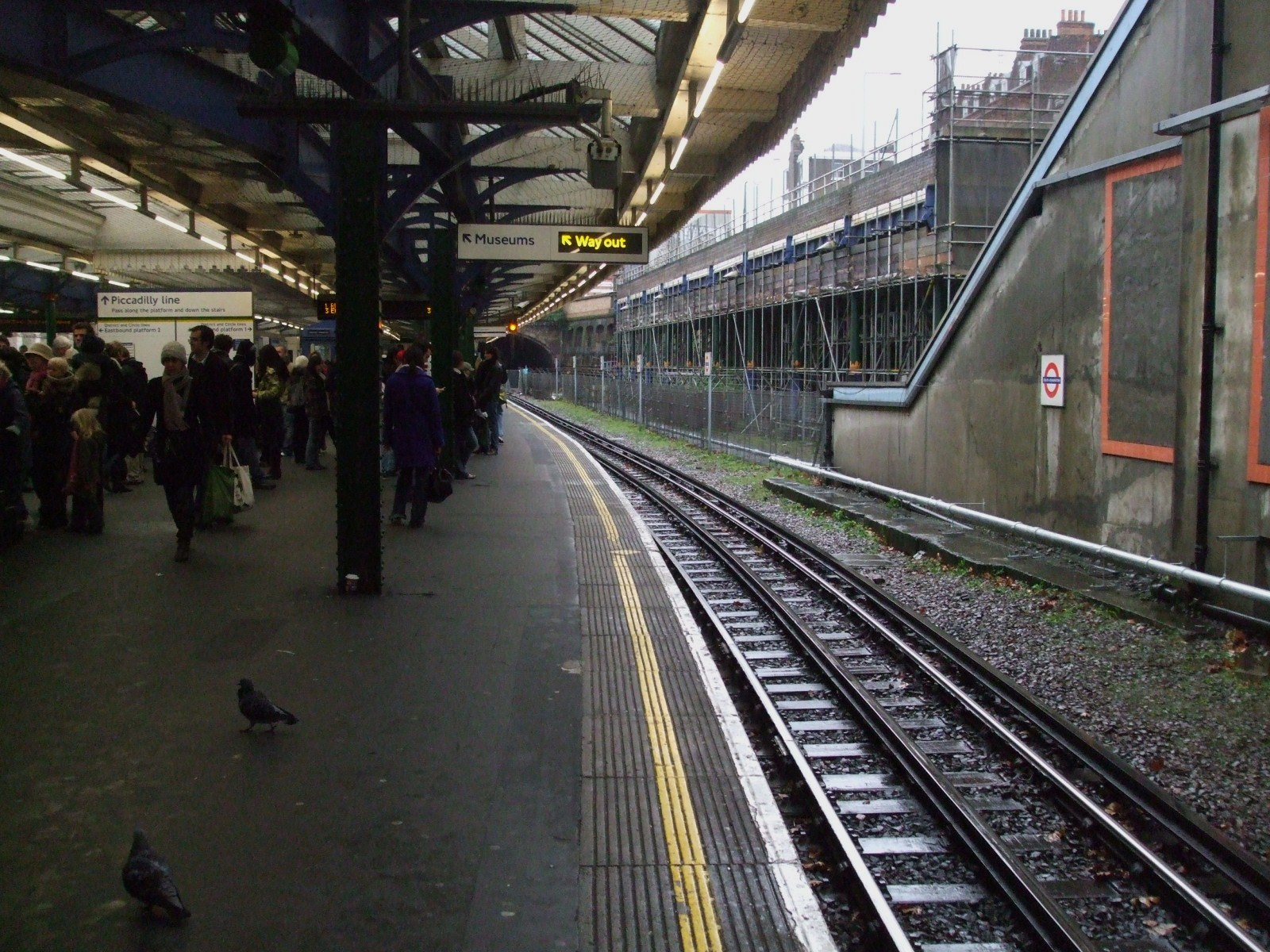
Jeden ze wspólnych peronów District i Circle Line
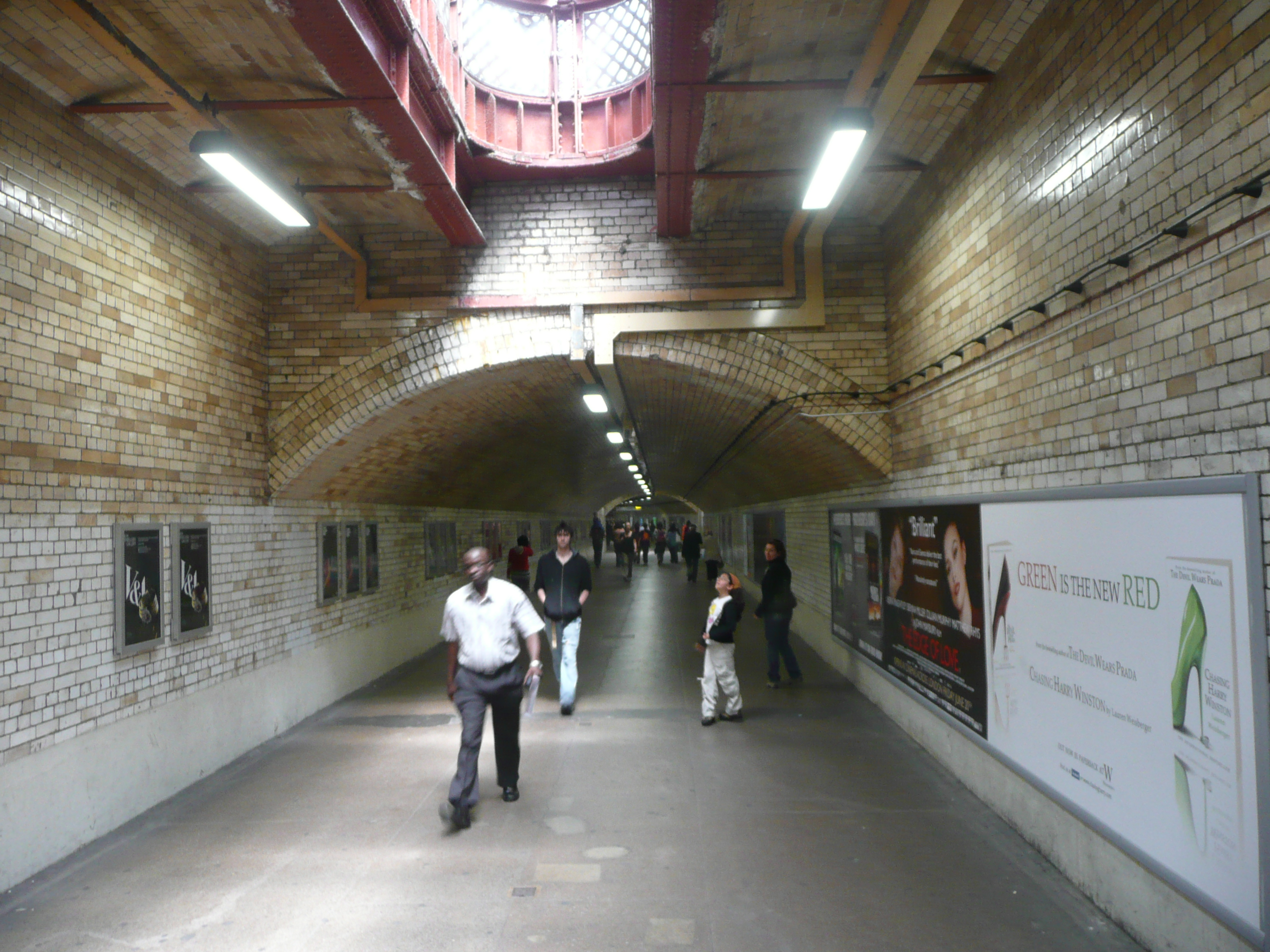
Przejście podziemne prowadzące na stację